# Акуннаак
Акуннаак — посёлок в  муниципалитете Каасуитсуп в Западной Гренландии.

## География
Акуннаак находится в 23 километрах к востоку от Аасиаат на острове Акуунаап Нуннуаа. 

## Население
Количество жителей на 2013 год составляет около 100 человек.

## Экономика
Местные жители занимаются охотой на кита и рыболовством.

## Инфраструктура
- Школа Aadap Atuarfia (14 учеников и 1 преподаватель)
- Церковь
- Рыбозавод (основное сырье для обработки: треска и палтус)[3]

## Основание
Посёлок основан в 1850 году.

## Виды транспорта
В зимнее время до поселка можно добраться воздушным транспортом. Уникальность рейсов воздушного транспорта в залив Диско заключается в том, что они эксплуатируются только зимой и весной. В летнее — только водным путём.

## Ссылка
- Kommunens hjemmeside/ Сайт муниципалитета